# Curlingbørn
Curlingbørn (udtrykket kendt fra 1999) er et udtryk, som bruges om forkælede børn, der overbeskyttes og serviceres af deres forældre uden at der stilles krav. Begrebet er opkaldt efter sporten curling, hvor en tung sten sendes henover en isdækket bane med to spillere som fejer banen, så stenen på bedst mulige vis kan komme i mål. Udtrykket antyder her at forældrene baner vejen og gør alt arbejdet for barnet, så barnet kan glide hindringsfrit gennem livet.